# ОШ „Десанка Максимовић” Футог
ОШ „Десанка Максимовић” једна је од основних школа у Новом Саду. Налази се у улици Царице Милице 1, у Футогу. Назив је добила по Десанки Максимовић, српској песникињи, професорки књижевности и академику Српске академије наука и уметности. 

## Историјат
Основна школа „Десанка Максимовић” је основана 1950. године. Броји око седамсто ученика распоређених у тридесет одељења и шездесет и пет запослених, од којих је четрдесет и шест наставника и два стручна сарадника. Садрже продужени боравак за децу нижих разред, двориште са посебним објектом који има функцију сале за физичко васпитање, у свим учионицама је омогућен приступ Интернету, опремљене су пројекторима и LCD телевизорима. Школа ради у две смене, а настава се одвија на српском језику.

## Догађаји
Догађаји Основне школе „Десанка Максимовић”:
- Савиндан
- Дан матерњег језика
- Национални дан књиге
- Међународни дан детета
- Пројекат „Футошки времеплов”
- Пројекат „Предузетне школе”